# 일등 사장
"일등 사장"은 1970년 공개된 대한민국의 영화이다.

## 배역
- 장동휘
- 문희
- 하명중
- 방성자